# Ani (państwo)

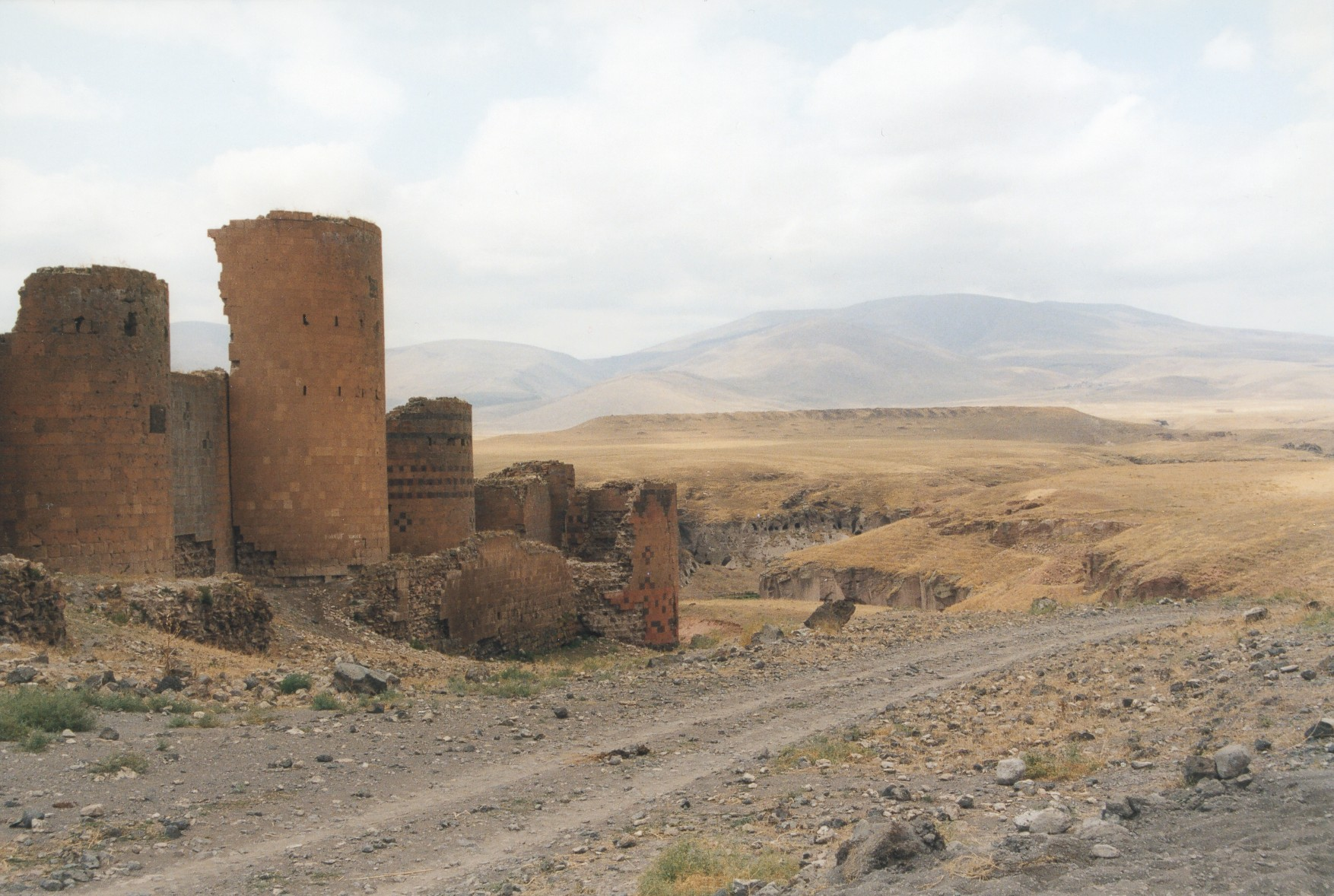
Ani

Ani (orm. Անի, łac. Abnicum) – królestwo armeńskie pod rządami Bagratydów (obecnie na terenie Armenii i częściowo Turcji), istniejące od drugiej połowy IX wieku do 1045 roku, ze stolicą w Ani; weszło w skład Cesarstwa Bizantyńskiego.